# Thaïs (roman)
Pour les articles homonymes, voir Thaïs.
Thaïs est un roman d'Anatole France, inspiré du récit de la vie de sainte Thaïs, publié en 1891.

## Résumé
Paphnuce est devenu abbé d'un groupe de moines cénobites égyptiens, pour se repentir d'une jeunesse de frivolité et de débauche. Après des années de retraite et de vie monacale, sur le coup d'une vision, il revient sur les lieux de sa jeunesse pour tirer la comédienne Thaïs d'une vie dissolue qui la conduit tout droit à la damnation éternelle. Il y parviendra et la convaincra de rejoindre la vie religieuse pour trouver ainsi le chemin du ciel.

Après bien des péripéties mystiques, il finira cependant par se damner, tant il est marqué à jamais par le souvenir troublant de la pécheresse qu'elle fut. Toute une vie de prières et d'ascétisme ne réussira pas à éteindre le feu amoureux que la seule vue de Thaïs a déclaré dans le cœur de Paphnuce bien des années auparavant.